# Nick Menza
Nicholas "Nick" Menza (München, Njemačka, 23. srpnja 1964. – Los Angeles, Kalifornija, SAD, 21. svibnja 2016.) bio je američki glazbenik, najpoznatiji kao bubnjar američkog thrash metal sastava Megadeth, od 1989. do 1998. godine, pa ponovno 2004. i 2014. godine. Svirao je bubnjeve na četiri Megadethova albuma: Rust in Peace (1990.), Countdown to Extinction (1992.), Youthanasia (1994.) i Cryptic Writings (1997.).

## Rani život
Menza je rođen u Münchenu pošto je njegov otac, jazz glazbenik Don Menza, bio smješten s kopnenom vojskom SAD-a u Njemačkoj. Menza je počeo svirati bubnjeve s dvije godine, te je i tada imao i svoj prvi javni nastup, kada ga je netko tijekom pauze koncerta, sjeo za bubnjarski set Jacka DeJohnettea. Najbitniji uzori bili su mu Buddy Rich, Steve Gadd, Nick Ceroli, Jeff Porcaro i Louie Bellson.
Profesionalnu bubnjarsku karijeru započeo je s 18 godina, bubnjajući u sastavu Rhoads, u kojem je pjevao Kelle Rhoads, brat preminulog Randyja Rhoadsa. Menza se prvi put pojavio na profesionalnom albumu Rhoadsa, Into the Future, koji je objavljen u Europi 1986. godine.
Nakon Rhoadsa, Menza je bio dio mnogih metal sastava iz L.A.-a, a to su The Green (s kolegama iz Rhoadsa Johnom Goodwinom na gitari i Darwinom Ballardom na bas-gitari), Von Skeletor (još jedan sastav s Goodwinom i Michaelom Guilloryjem na gitari, Camom Daigneaultom na bubnjevima, i Menza pjevajući glavne vokale na samoobjavljenom demou sastava, Injection of Death), i Cold Fire (na kojem je svirao gitarist Warriora Joe Floyd). Nakon toga perioda, pridružio se Megadethu.

## Životopis

### Megadeth: 1989. – 1998.
Dok je svirao uglavnom kao studijski bubnjar žanrova kao što su R&B, gospel, funk i heavy metal, i snimao bubnjeve za Johna Fogertyja, Menzu je primijetio tadašnji bubnjar Megadetha Chuck Behler te je postao njegov tehničar. Kada je Megadeth zatrebao bubnjara 1989. godine, Dave Mustaine pitao je Menzu da se pridruži sastavu. Mustaine je također rekao da je Menza zamijenjivao Behlera kada on nije mogao. Menzin prvi koncert s Megadethom bio je 12. svibnja 1988. godine u Bradfordu, Engleska. Ovo prijašnje iskustvo i osobno prijateljstvo s članovima sastava pridonilo je odluci da se Menzu pozove u sastav za snimanje albuma Rust in Peace iz 1990. godine.
Sljedećih deset godina, Menza postao je dio Megadethovog "klasičnog" sastava kao i jedan od rijetkih bubnjara koji su koristili Greg Voelkerov položaj bubnjeva. To je uključivalo dvije bas pedale, tomove zakačene za šipke i činele povišene i pričvrščene za šipke. Megadeth je sličan sistem bubnjeva koristio na Blackmail the Universe tour 2004. godine.
Dok je svirao u Megadethu, Menza je također svirao bubnjeve na tri samostalna albuma svog kolege iz sastava Martyija Friedmana, Scenes (1992.), Introduction (1994.) i True Obsessions (1996.).
Do ljeta 1998. godine, dok je sastav još bio na turneji za album Cryptic Writings, Menza je imao problema s koljenom te je tražio medicinsku pomoć. Rečeno mu je kako ima tumor, te se kasnije otkrilo kako je tumor benigni. Uspješno je uklonjen. Umjesto da otkažu nadolazeće koncerte, Megadeth je doveo Jimmyija DeGrassoa kao privremenu zamijenu. Kada je došlo vrijeme za snimanje novog albuma, Menza nije bio pozvan na snimanje te je informiran kako je DeGrasso postao službeni bubnjar sastava. Menza je rekao u nekoliko intervjua, dok se u bolnici oporavljao od operacije koljena, kako je zaprimio poziv od Mustainea, koji mu je rekao kako "Njegove usluge više nisu potrebne". 

### Pokušaj samostalne karijere
Nakon što je odbačen iz sastava, počeo je raditi na albumu Menza: Life After Deth s gitaristom Anthonyijem Galloom, basistom Jasonom Levinom, i gitaristom Tyom Longleyom. Album je objavljen 2002. godine te je trebao imati turneju koja će ga pratiti; ali 2003. godine, tijekom turneje sastava Great White, Longley je bio među sto ljudi ubijenih tijekom požara u noćnom klubu The Station u Rhode Islandu. i godinu dana kasnije, Jason Levin je umro od zastoja srca, Menza i Gallo tugovali su te Life After Deth turneja nikada nije najavljena. Gostujući gitarist Christian Nesmith, sin Michaela Nesmitha, člana The Monkeesa, odradio je nekoliko pjesama te je Menza zaposlio producenta Maxa Normana (Ozzy Osbourne, Megadeth).

### Kratko ujedinjenje s Megadethom i karijera nakon
Nakon ponovno objave cijelog Megadethovog kataloga, Menza je pozvan da se ponovno ujedini s Megadethom 2004. godine. Par dana nakon što je turneja najavljena, Menza je otpušten s proba te ga je zamijenio Shawn Drover. Mustaine je objasnio kako Menza "jednostavno nije bio spreman" za turneju po Americi, fizički.
U travnju 2006. godine, Menza se pridružio metal sastavu iz Los Angelesa, Orphaned to Hatred. Sastav je opisivao svoj zvuk kao "nastavak klasičnog metal zvuka Pantere iz 90-ih". Napustio je sastav krajem 2010. godine.
Menza je skoro izgubio ruku 2007. godine, nakon incidenta s motornom pilom. Trebao je rekonstruktivnu operaciju te ugradbu metalne ploče u ruku. Dugo se oporavljao, no uspješno. Menza je kasnio prodavao motornu pilu s njegovom krvlju te kopiju X-ray slike ruke iz incidenta.
U ožujku 2011. godine, Menza se pojavio u glazbenom videu sastava Mindstreem, "We Up Next", pjesmu koju je napisao gitarist SIN 34Anthony Gallo, na kojoj su pjevali Tony Lanza i Daniel Wayne, Jr. Na pjesmi svirali su Menza (bubnjevi), Gallo (gitara), Gregg Babuccio (bas-gitara), i Tony Lanza i Daniel Wayne, Jr. (vokali).
Također u ožujku 2011., Menzain sastav Deltanaut objavio je video za pjesmu "Sacrifice", zajedno s objavom svog digitalnog EP-a od pet pjesama. Članovi sastava bili su Menza, njegov stari prijatelj i kolega basist Darwin Ballard, gitaristi Christopher Grady i Colin Reid, i glavni vokalist Brian Williams. Menzin otac Don Menza, koji je svirao saksofon na poznatoj The Pink Panther Theme pjesmi s okrestrom Henryija Mancinija, svira saksofon na pjesmi "The King"; drugi gosti bili su Roy Z na gitari i Ed Roth na klavijaturama.
Godine 2015., Menza odsvirao je bubnjeve na pjesmi "Are We Alone?" na albumu Warless Society (The Global Invasion) od Ci2ia, s Johnom Goodwinom i Darwinom Ballardom na gitari i bas-gitari. Također je počeo raditi sa sastavom iz Los Angelesa, Sweet Eve na njihovom albumu "The Immortal Machine" kao producent i bubnjar.

### Smrt
Dana 21. svibnja 2016. godine, Menza je svirao sa svojim sastavom, OHM, u The Baked Potato jazz klubu u Studio Cityiju, Kalifornija. Nakon samo tri pjesme, Menza se srušio na pozornici. Hitno je prevezen u bolnicu gdje je proglašen mrtvim na dolasku. Autopsija kasnije je pokazala kako je uzrok smrti bio zatajenje srca. Menza je imao samo 51. godinu.

## Sastavi
- Rhoads (1986. – 1987.)
- Cold Fire (1988.)
- Megadeth (1989. – 1998.)
- Marty Friedman (1992. – 1996.)
- Menza (1997. – 2016.)
- Chodle's Trunk (2000. – 2001.)
- Fear Assembly (Mindstreem) (2002. – 2003.)
- Memorain (2005. – 2008.)
- Orphaned to Hatred (2006. – 2010.)
- Deltanaut (2006. – 2016.)
- OHM (2015. – 2016.)
- Sweet Eve (2015. – 2016.)

## Diskografija

### Rhoads
- Into the Future (1986.)

### Megadeth
- Rust in Peace (1990.)
- Countdown to Extinction (1992.)
- Youthanasia (1994.)
- Nativity in Black – počast Black Sabbathu (1994.)
- Hidden Treasures (1995.)
- Cryptic Writings (1997.)
- Capitol Punishment (2000.)
- Arsenal of Megadeth (2006.)
- Warchest (2007.)
- Anthology: Set the World Afire (2008.)

### Marty Friedman
- Scenes (1992)
- Introduction (1994.)
- True Obsessions (1996.)

### Menza
- Life After Deth (2002.)

### Memorain
- Reduced to Ashes (2006.)

### Von Skeletor
- Injection of Death (1988.)

### Deltanaut
- Deltanaut EP  (2011.)

### Sweet Eve
- The Immortal Machine  (2016.)